# Сігіфредо Меркадо
Сігіфредо Меркадо (ісп. Sigifredo Mercado, нар. 21 грудня 1968, Толука-де-Лердо) — мексиканський футболіст, що грав на позиції захисника.
Виступав, зокрема, за клуб «Леон», а також національну збірну Мексики.

## Клубна кар'єра
У дорослому футболі дебютував 1987 року виступами за команду клубу «Анджелес Пуебла», в якій провів один сезон, взявши участь у 2 матчах чемпіонату.
Згодом з 1988 по 1995 рік грав у складі команд клубів «Пуебла» та «Толука».
Своєю грою за останню команду привернув увагу представників тренерського штабу клубу «Леон», до складу якого приєднався 1995 року. Відіграв за команду з Леона наступні чотири сезони своєї ігрової кар'єри. Більшість часу, проведеного у складі «Леона», був основним гравцем захисту команди.
Протягом 1999—2005 років захищав кольори клубів «Леон», «Атлас» та «Пуебла».
Завершив професійну ігрову кар'єру у клубі «Сакатепек», за команду якого виступав протягом 2005—2006 років.

## Виступи за збірну
1998 року дебютував в офіційних матчах у складі національної збірної Мексики. Протягом кар'єри у національній команді, яка тривала 5 років, провів у формі головної команди країни 21 матч.
У складі збірної був учасником розіграшу Золотого кубка КОНКАКАФ 1998 року у США, здобувши того року титул континентального чемпіона, розіграшу Кубка Америки 2001 року у Колумбії, де разом з командою здобув «срібло», чемпіонату світу 2002 року в Японії і Південній Кореї.

## Титули і досягнення
- Переможець Золотого кубка КОНКАКАФ: 1998
- Срібний призер Кубка Америки: 2001